# بيتر د. تي أ. إليوت
بيتر د. تي أ. إليوت (بالإنجليزية: Peter D. T. A. Elliott)‏ هو رياضياتي أمريكي، ولد في 1941.